# Saxifragearum Enumeratio. . . accedunt revisiones plantarum succulentarum
Saxifragearum Enumeratio. . . accedunt revisiones plantarum succulentarum, (abreujat Saxifrag. Enum.), és un llibre amb il·lustracions i descripcions botàniques que va ser escrit pel botànic, carcinòleg, i entomòleg anglès; Adrian Hardy Haworth. Va ser publicat a Londres en 2 parts a l'any 1821, la segona part en forma de suplement amb el nom de Revisiones Plantarum Succulentarum.